# Colonia di Singapore
La Colonia di Singapore (in inglese Colony of Singapore), anche chiamata Singapore britannica, è stata una colonia della corona britannica dal 1946 al 1963. Alla fine della Seconda guerra mondiale, quando l'Impero giapponese si arrese alle forze Alleate, la colonia precedentemente occupata viene restituita ai britannici. Nel 1946 Singapore, insieme alle isole Cocos-Keeling e all'Isola di Natale (ora sotto l'Australia), divenne una colonia della corona separata dagli Stabilimenti dello Stretto. La colonia fu governata direttamente da Londra fino a quando non ottenne un parziale autogoverno interno nel 1955.

## Storia

### Periodo post-bellico e il ritorno alla dominazione britannica
Dopo che il Giappone si arrese agli Alleati il 15 agosto 1945, ci fu uno stato di anomia a Singapore, poiché gli inglesi non erano arrivati per prendere il controllo, mentre gli occupanti giapponesi avevano una presa notevolmente indebolita sulla popolazione. Gli episodi di saccheggi e uccisioni per vendetta erano diffusi.

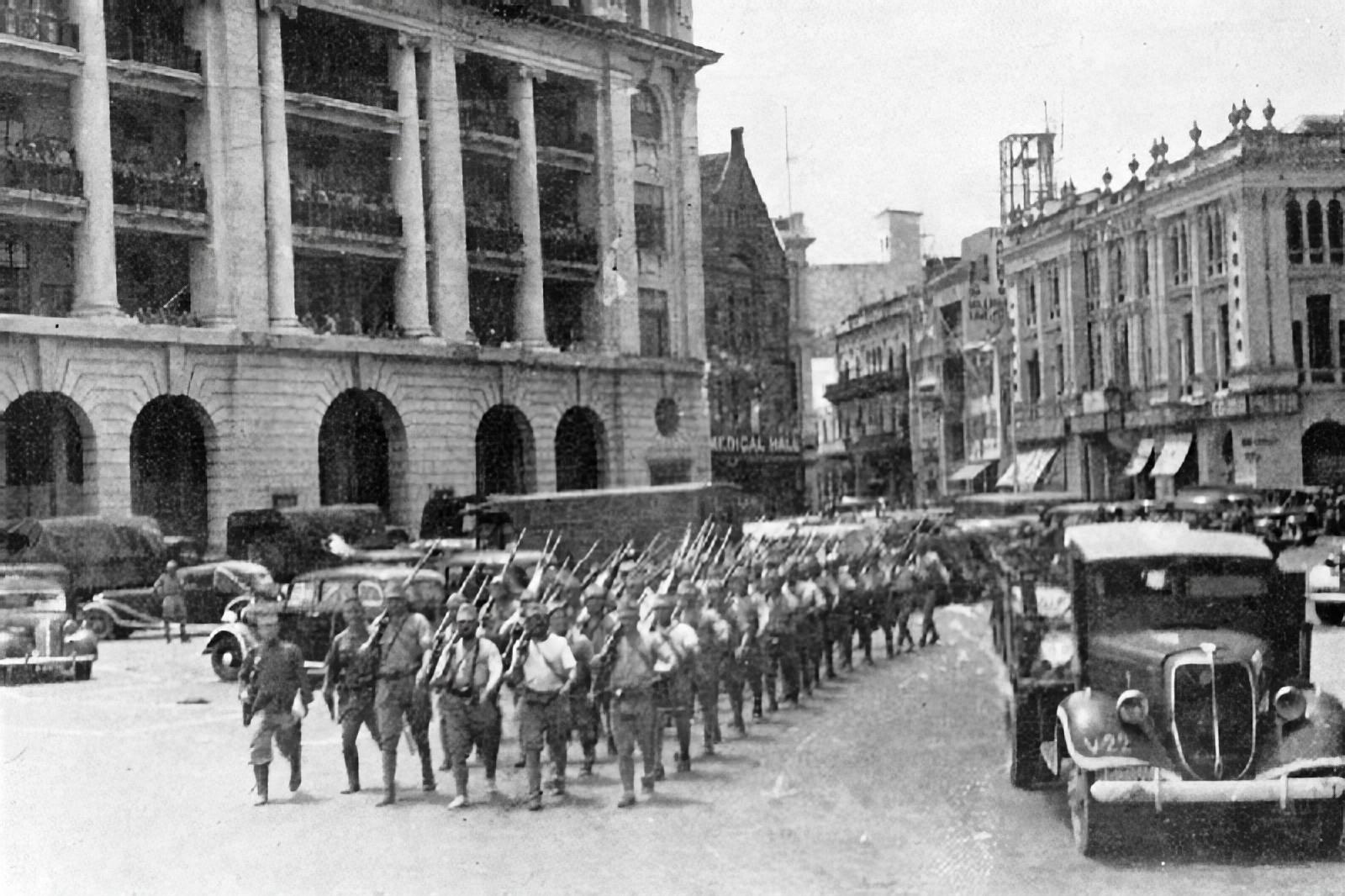
Le truppe giapponesi entrano a Singapore

Quando le truppe britanniche tornarono a Singapore nel settembre 1945, migliaia di singaporiani si misero in fila per le strade per applaudirli. Singapore fu governata da un'amministrazione militare britannica (BMA) tra il settembre 1945 e il marzo 1946, durante la quale fu anche la sede del governatore generale britannico per il sud-est asiatico. Tuttavia, gran parte delle infrastrutture erano state distrutte, compresi i sistemi di approvvigionamento idrico ed elettrico, i servizi telefonici e le strutture portuali del porto di Singapore. Vi era anche una carenza di cibo, compreso il riso, e questo portò al dilagarsi di malnutrizione, malattie, crimini e violenze. La disoccupazione, gli alti prezzi dei prodotti alimentari e il malcontento dei lavoratori culminarono in una serie di scioperi nel 1947 che causarono massicce interruzioni dei trasporti pubblici e di altri servizi. Verso la fine del 1947 l'economia iniziò a riprendersi, facilitata dalla crescente domanda di stagno e gomma in tutto il mondo, ma dovettero passare molti altri anni prima che l'economia tornasse ai livelli prebellici.

### La fondazione della colonia e lo scioglimento degli Stabilimenti dello Stretto
Il 1º aprile 1946, gli Stabilimenti dello Stretto furono sciolti e il Singapore divenne una colonia della corona con un'amministrazione civile guidata da un governatore e separata dalla Malesia peninsulare. Nel luglio 1947 furono istituiti dei Consigli esecutivi e legislativi separati e furono prese disposizioni per consentire l'elezione di sei membri del Consiglio Legislativo l'anno successivo. Il 30 novembre 1959, la Singapore State Arms and Flag and National Anthem Ordinance 1959 venne approvata per regolamentare l'uso e l'esposizione delle armi e della bandiera statale e l'esecuzione dell'inno nazionale.

### Fusione con la Malaysia
Il fallimento degli inglesi nel difendere Singapore aveva distrutto la loro credibilità come governanti infallibili agli occhi dei nativi. I decenni dopo e durante la guerra videro un risveglio politico tra la popolazione locale e l'ascesa di sentimenti nazionalisti e anticoloniali, incluso un grido chiamato Merdeka, tradotto approssimativamente in "indipendenza" nella lingua malese. Gli inglesi, da parte loro, erano pronti a intraprendere un programma di crescente autogoverno per Singapore e Malesia. La colonia della Corona fu sciolta il 16 settembre 1963 quando Singapore divenne uno Stato federato della neonata Malaysia, ponendo fine a 144 anni di dominio britannico sull'isola.
Il 9 agosto 1965, Singapore lasciò ufficialmente la Malesia per diventare la Repubblica indipendente di Singapore, a causa di controversie politiche, economiche e razziali e di divergenze col resto della Federazione.

## Amministrazione
Il 1º aprile 1946, la colonia di Singapore fu costituita come le Isole Cocos (Keeling) e Isola di Natale dopo lo scioglimento degli Stabilimenti dello Stretto. Come colonia della Corona, Singapore ha ereditato la struttura organizzativa gerarchica del governo degli Stabilimenti dello Stretto con un governatore, assistito da un Consiglio esecutivo consultivo, un Consiglio legislativo e un Consiglio municipale. Nel luglio 1946, Labuan divenne parte della colonia della corona del Borneo settentrionale. Nel 1955, l'amministrazione delle Isole Cocos fu trasferita all'Australia, che ricevette anche quella dell'isola di Natale nel 1957.

## Governi
| # | Governatore generale | Governatore generale    | Mandato         | Mandato         |
| # | Governatore generale | Governatore generale    | Inizio          | Fine            |
| - | -------------------- | ----------------------- | --------------- | --------------- |
| 1 |                      | Franklin Charles Gimson | 1 aprile 1946   | 20 marzo 1946   |
| - |                      | Wilfred Lawson Blythe   | 20 marzo 1952   | 21 aprile 1952  |
| 2 |                      | John Fearns Nicoll      | 21 aprile 1952  | 2 giugno 1955   |
| - |                      | William Goode           | 2 giugno 1955   | 30 giugno 1955  |
| 3 |                      | Robert Brown Black      | 30 giugno 1955  | 9 dicembre 1957 |
| 4 |                      | William Goode           | 9 dicembre 1957 | 3 giugno 1959   |